# Arsène Gagné
Pour les articles homonymes, voir Gagné.
Arsène Gagné (né le 4 mai 1910 à Montréal, Québec et il est décédé le 7 août 1964 dans la même ville et province à l'âge de 54 ans) est un homme politique québécois qui est l'ancien député de la circonscription de Montréal-Laurier sous la barrière de l'Union nationale qui remporte l'élection partielle du 6 juillet 1955 puis réélu en 1956, mais il fut défait par le libéral René Lévesque lors de l'élection québécoise du 22 juin 1960.

## Biographie
Il fut enterré dans le cimetière Notre-Dame-des-Neiges à Montréal, le 11 août 1964.

## Dans la culture populaire
En 2006, son rôle est interprété par Benoît Brière dans la série René Lévesque.